# Бедный и глупый
«Бедный и Глупый» (англ. Poor And Stupid) — эпизод 1408 (№ 203) сериала «Южный парк», премьера которого состоялась 6 октября 2010 года.

## Сюжет
Стэн и Кайл застают Картмана плачущим в коридоре школы, на их вопрос «В чём дело?» он отвечает, что это из-за сочинения, которое им задал Мистер Гаррисон — «Кем вы хотите стать в будущем?», он объясняет, что не хочет думать кем он хочет стать в будущем, а мечтает стать гонщиком NASCAR, а в этом, по его мнению могут участвовать только «тупые нищеброды». Стэн и Кайл уверяют его, что NASCAR не только для бедных и глупых, тогда он спрашивает у Кенни нравится ли ему NASCAR, Кенни оказывается большим фанатом NASCAR, и это ещё раз убеждает Картмана. Стэн и Кайл объясняют ему, что он и так «тупой бедняк», поскольку за него платит мама, он их благодарит за поддержку. Позже он приходит к Баттерсу и просит помощи, отдаёт ему все свои деньги — 58 долларов и 32 цента. Дома он пытается «отупеть» свисая вниз головой с дивана и смотря глупое телешоу. Увидев рекламу средств женской гигиены «Vagisil» в которой говорят что он может вызвать кратковременное слабоумие и потерю памяти, он с Баттерсом идёт в магазин и прямо там съедает большое количество геля из тюбика. Когда его случайно увидела женщина с ребёнком он сказал, что чувствует себя полным идиотом.
В день состязания NASCAR он угоняет машину одного из гонщиков, перед этим опять употребив женского геля, но попадает в аварию, и убивает 11 человек. Кенни позже увидел это по новостям, и его это возмутило, он пошёл к Картману выяснять, зачем он это сделал, но в это время приходит хозяин фирмы «Vagisil» и вручает Картману гоночный автомобиль с логотипом, за то что благодаря его поступку рейтинг их фирмы возрос. Картман официально становится гонщиком NASCAR, и пытается «быть ещё тупее» выложив в интернет видео как он с Баттерсом оскорбляют президента Барака Обаму. Таким образом Картман убедил миллионы зрителей, что гонки NASCAR — действительно развлечение только для бедных и глупых. Кенни, увидев это по телевидению, не на шутку разозлился, и решил не допустить победы Картмана.
Во время своих первых гонок Картман, работая в команде с Баттерсом, выводит из строя машины почти всех соперников. Кенни тем временем прыгнул с трибуны на автомобиль Картмана, прямо на ходу, требуя чтобы он прекратил гонку, но Картман не остановился и продолжил сбивать машины соперников. В итоге Картман уничтожил всех соперников. Хозяина фирмы «Vagisil» поздравили с победой, но вдруг его жена, для которой он разработал эти средства, взбешённая тем, что он постоянно о ней говорит, садится в машину одного из погибших гонщиков, и побеждает в гонке, обогнав Эрика. Картман снова попадает в аварию. После этого он извиняется перед Кенни и говорит, что слишком «умный и богатый» для NASCAR, и что гонки не для него. В конце серии он требует у Баттерса вернуть его деньги.

## Пародии
- В этом эпизоде была спародирована известная автогонщица Даника Патрик.
- Когда Картман в первый раз участвует в гонке, он едет по встречной полосе. Один из автомобилей, чтобы не врезаться в него, отлетает на трибуну, при этом убивает нескольких людей. Данная сцена является пародией на фильм «Пункт назначения 4», в котором несколько машин NASCAR вылетают на трибуны, убивая людей.
- На старте заезда возле Баттерса лежат автошины марки «Yeargood», а далее на передних крыльях гоночных автомобилей Chevrolet Impala видны наклейки «GreatYear» что является пародией на фирму «Goodyear».

## Факты
- Vagisil — реально существующая фирма, производящая средства женской гигиены.
- Несмотря на обилие опасностей в серии, Кенни не умирает.